# Madżdalija
Madżdalija (arab. مجدليا) – miejscowość w Syrii, w muhafazie Idlib. W 2004 roku liczyła 1429 mieszkańców.